# 緝古算經

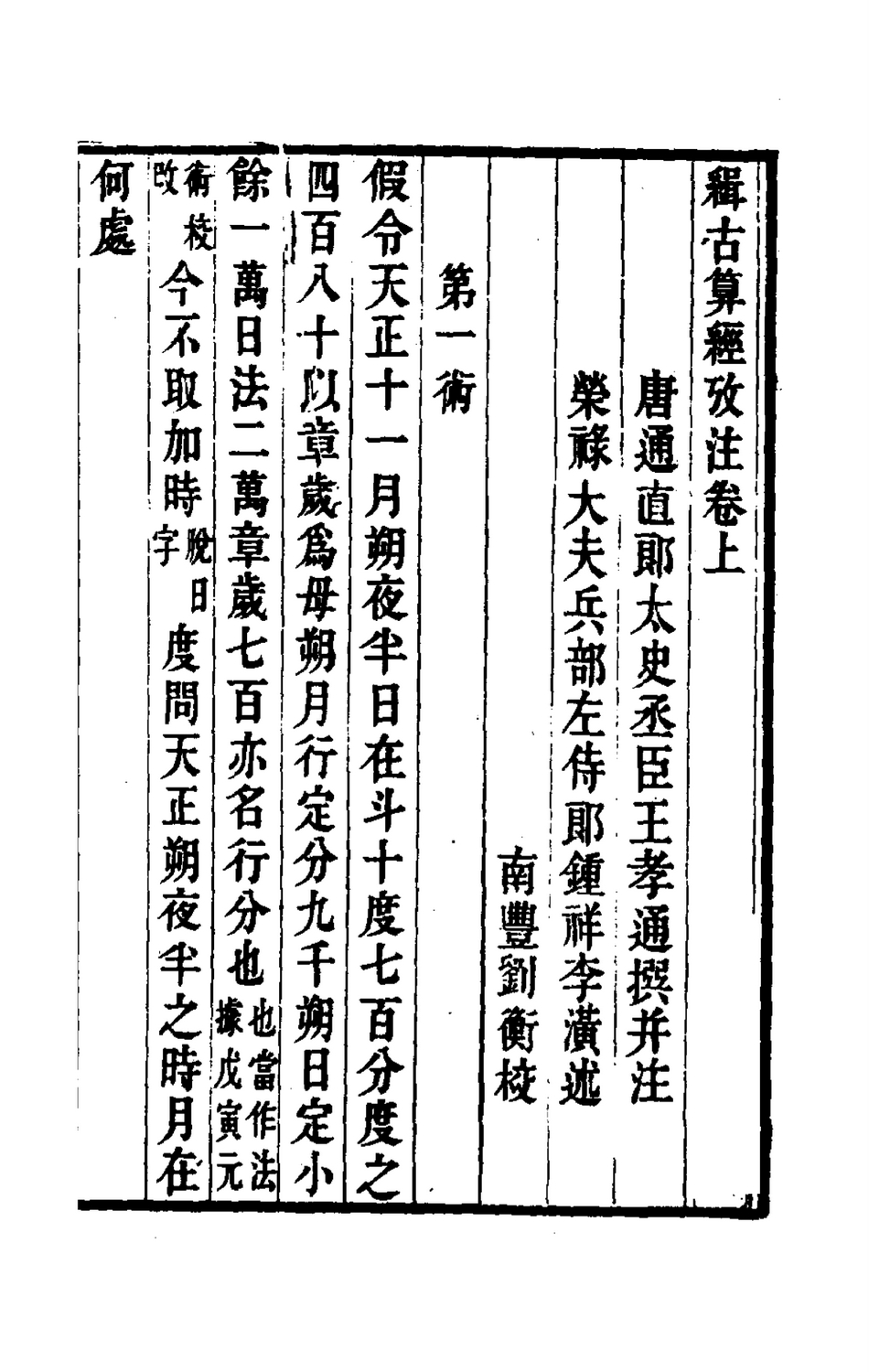
清代四库全书 缉古算经

《缉古算经》，原名《缉古算术》，初唐数学家王孝通著于武德九年〔626年〕前所著。后被列入算经十书，改名为《缉古算经》。
《缉古算经》一书在中国数学史上有重要影响，王孝通在书中将几何问题代数化，在世界上首次系统地创立三次多项式方程，对代数学的发展，有重要意义。王孝通在此书中建立 25个三次方程，其中自第二问至第十八问中为三次方程，大部分有如下形式：
{\displaystyle x^{3}+px^{2}+q=0}
剩下第十九问、二十问各有一个双二次方程：
{\displaystyle x^{4}+px^{2}+q=0}。

## 内容
《缉古算经》全书共二十问，书首为《上緝古算术表》。各问题的形式大致相同，每问以“假令”开头，以“问：……各几何？”或“问：……个多少？”结尾；随后是答案：“答曰……”；最后一段是“术曰”，详细叙述建立方程的理论依据和具体程序。每题都有答案，但关于解题方法，王孝通则言简意骇。

### 第一问
“假令天正十一月朔夜半，日在鬥十度七百分度之四百八十。以章歲為母，朔月行定分九千，朔日定小余一萬，日法二萬，章歲七百，亦名行分法。今不取加時日度。問：天正朔夜半之時月在何處？”。这是一道天文题，求半夜时月亮的赤道经度，王孝通用算术解题。

### 第二问

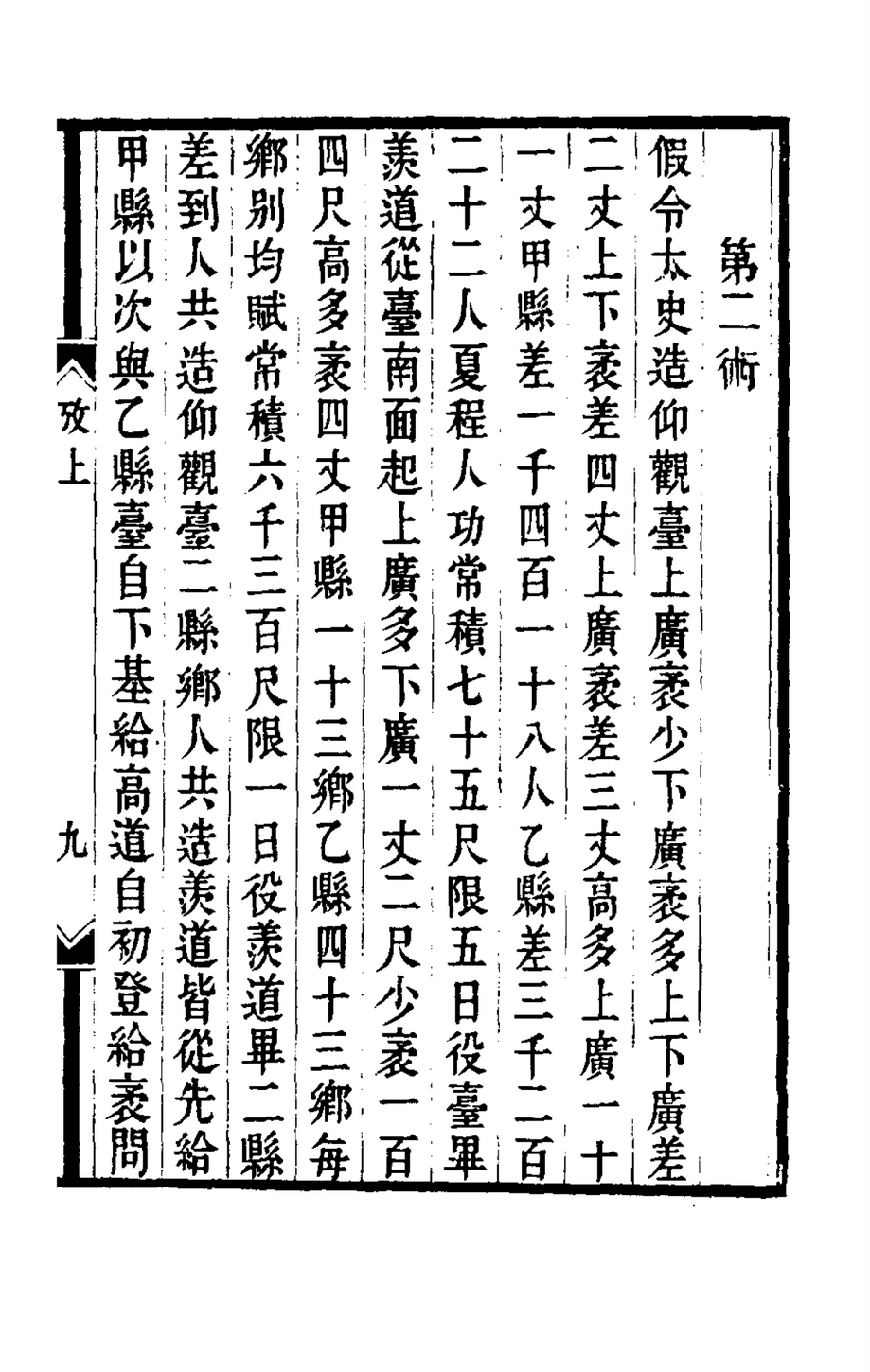

假令太史造仰觀臺，上廣袤少，下廣袤多。上下廣差二丈，上下袤差四丈，上廣袤差三丈，高多上廣一十一丈，甲縣差一千四百一十八人，乙縣差三千二百二十二人，夏程人功常積七十五尺，限五日役臺畢。羨道從臺南面起，上廣多下廣一丈二尺，少袤一百四尺，高多袤四丈。甲縣一十三鄉，乙縣四十三鄉，每鄉別均賦常積六千三百尺，限一日役羨道畢。二縣差到人共造仰觀臺，二縣鄉人共造羨道，皆從先給甲縣，以次與乙縣。臺自下基給高，道自初登給袤。問：臺道廣、高、袤及縣別給高、廣、袤各幾何？”。
对于这个建造观象台和台道的廣度、高度、深度的计算，王孝通列出三个
{\displaystyle x^{3}+px^{2}+qx=n} 形式的三次方程式，和一个{\displaystyle x^{3}+px^{2}=n}形式的三次方程式 。

### 第三问
“假令築堤，西頭上、下廣差六丈八尺二寸，東頭上、下廣差六尺二寸。東頭高少於西頭高三丈一尺，上廣多東頭高四尺九寸，正袤多於東頭高四百七十六尺九寸。甲縣六千七百二十四人，乙縣一萬六千六百七十七人，丙縣一萬九千四百四十八人，丁縣一萬二千七百八十一人。四縣每人一日穿土九石九鬥二升。每人一日築常積一十一尺四寸十三分寸之六。穿方一尺得土八鬥。古人負土二鬥四升八合，平道行一百九十二步，一日六十二到。今隔山渡水取土，其平道只有一十一步，山斜高三十步，水寬一十二步，上山三當四，下山六當五，水行一當二，平道踟躕十加一，載輸一十四步。減計一人作功為均積。四縣共造，一日役華。今從東頭與甲，其次與乙、丙、丁。問：給斜、正袤與高，及下廣，並每人一日自穿、運、築程功，及堤上、下高、廣各幾何？
王孝通解此题，建立了一个二次方程，两个三次方程：
第一个三次方程：
- {\displaystyle x^{3}+{\frac {3cd}{b-c}}x^{2}+{\frac {3(a+c)hd^{2}}{(H-h)(b-c)}}x={\frac {6Vd^{2}}{(H-h)(b-c)}}}

第二个三次方程：
- {\displaystyle x^{3}+5004x^{2}+1169953{\frac {1}{3}}x=41107188{\frac {1}{3}}}；

王孝通求得其解：31

### 第四问
“假令築龍尾堤，其堤從頭高、上闊以次低狹至尾。上廣多，下廣少，堤頭上下廣差六尺，下廣少高一丈二尺，少袤四丈八尺。甲縣二千三百七十五人，乙縣二千三百七十八人，丙縣五千二百四十七人。各人程功常積一尺九寸八分，一日役畢，三縣共築。今從堤尾與甲縣，以次與乙、丙。問：龍尾堤從頭至尾高、袤、廣及各縣別給高、袤、廣各多少。”
王孝通 两个三次方程。
- {\displaystyle x^{3}+62x^{2}+696x=38448}；解之得 x=18尺；

- {\displaystyle x^{3}+594x^{2}=682803} 解之得 x=33尺；

### 第五问
“假令穿河，袤一裏二百七十六步，下廣六步一尺二寸；北頭深一丈八尺六寸，上廣十二步二尺四寸；南頭深二百四十一尺八寸；上廣八十六步四尺八寸。運土於河西岸造漘，北頭高二百二十三尺二寸，南頭無高，下廣四百六尺七寸五厘，袤與河同。甲郡二萬二千三百二十人，乙郡六萬八千七十六人，丙郡五萬九千九百八十五人，丁郡三萬七千九百四十四人。自穿、負、築，各人程功常積三尺七寸二分。限九十六日役，河漘俱了。四郡分共造漘，其河自北頭先給甲郡，以次與乙，合均賦積尺。問：逐郡各給斜、正袤，上廣及深，並漘上廣各多少？”
解二次方程，三次方程个一。
三次方程：{\displaystyle x^{3}+15x^{2}+66x-360} 得 方仓上底边 x=3尺，下底边=9尺，高=12尺。

### 第六问
“假令四郡輸粟，斛法二尺五寸，一人作功為均。自上給甲，以次與乙。其甲郡輸粟三萬八千七百四十五石六鬥，乙郡輸粟三萬四千九百五石六鬥，丙郡輸粟，二萬六千二百七十石四鬥，丁郡輸粟一萬四千七十八石四鬥。四郡共穿窖，上袤多於上廣一丈，少於下袤三丈，多於深六丈，少於下廣一丈。各計粟多少，均出丁夫。自穿、負、築，冬程人功常積一十二尺，一日役。問：窖上下廣、袤、深，郡別出人及窖深、廣各多少？”
解两个三次方程。

### 第七问
“假令亭倉上小下大，上下方差六尺，高多上方九尺，容粟一百八十七石二鬥。今已運出五十石四斗。問：倉上下方、高及余粟深、上方各多少？”
求谷仓上边长，王孝通所述方法，相当于解一个三次方程：

{\displaystyle x^{3}+(D+G)x^{2}+(DG+{\frac {D^{2}}{3}})x=P-{\frac {D^{2}G}{3}}}
为求余粟深度，王孝通的办法是建立又一个三次方程：
{\displaystyle X^{+}3{\frac {hs}{D}}x^{2}+3({\frac {hs}{D}})^{2}x={\frac {P'}{3}}{\frac {h^{2}}{D^{2}}}}

### 第八问
“假令芻甍上袤三丈，下袤九丈，廣六丈，高一十二丈。有甲縣六百三十二人，乙縣二百四十三人。夏程人功當積三十六尺，限八日役。自穿築，二縣共造。今甲縣先到。問：自下給高、廣、袤、各多少？”是关于建筑观象台、河堤、粮窖等工程中的土方问题。
解一个三次方程：
{\displaystyle x^{3}+90*x^{2}-839808}
得 乙县工程 高  x=72尺; 甲县工程高=120-72=48尺、上广=36尺 、袤=66尺。

### 第九问
“假令圓囤上小下大，斛法二尺五寸，以率徑一周三。上下周差一丈二尺，高多上周一丈八尺，容粟七百五斛六鬥。今已運出二百六十六石四鬥。問：殘粟去口、上下周、高各多少？”
解两个三次方程。

### 第十问
“假令有粟二萬三千一百二十斛七鬥三升，欲作方倉一，圓窖一，盛各滿中而粟適盡。令高、深等，使方面少於圓徑九寸，多於高二丈九尺八寸，率徑七，周二十二。問：方、徑、深多少？”
解一个三次方程。

### 第十一问
“假令有粟一萬六千三百四十八石八鬥，欲作方倉四、圓窖三，令高、深等，方面少於圓徑一丈，多於高五尺，斛法二尺五寸，率徑七，周二十二。問：方、高、徑多少？”
解一个三次方程。

### 第十二问
“假令有粟三千七十二石，欲作方倉一、圓窖一，令徑與方等，方於窖深二尺，少於倉高三尺，盛各滿中而粟適盡（圓率、斛法並與前同）。問：方、徑、高、深各多少？”
解一个三次方程。

### 第十三问
“假令有粟五千一百四十石，欲作方窖、圓窖各一，令口小底大，方面於圓徑等，兩深亦同，其深少於下方七尺，多於上方一丈四尺，盛各滿中而粟適盡（圓率、斛法並與前同）。問：方、徑、深各多少？”
解一个三次方程。

### 第十四问
“假令有粟二萬六千三百四十二石四鬥，欲作方窖六、圓窖四，令口小底大，方面與圓徑等，其深亦同，令深少於下方七尺，多於上方一丈四尺，盛各滿中而粟適盡（圓率、斛法並與前同）。問上下方、深數各多少？”
解一个三次方程。

### 第十五问
“假令有句股相乘冪七百六十五分之一，弦多於句三十六十分之九。問：三事各多少？”
解一个三次方程：
{\displaystyle x^{3}+{\frac {S}{2}}x^{2}-{\frac {P^{2}}{2S}}=0}。

### 第十六问
“假令有股弦相乘冪四千七百三十九五分之三，句少於弦五十四五分之二。問：股多少？”
解一个三次方程。

### 第十七问
“假令有句弦相乘冪一千三百三十七二十分之一，弦多股一、十分之一。問：股多少？”
解一个三次方程。“答曰：九十二五分之二。”
“術曰：冪自乘，倍多而一，為立冪。又多再自乘，半之，減立冪，余為實。又多數自乘，倍之，為方法。又置多數，五之，二而一，為廉法，從。開立方除之，即股（句弦相乘冪自乘，即句冪乘弦冪之積。故以倍股弦差而一，得一股與半差為方，令多再自乘半之為隅，橫虛二立廉……倍之為從隅……多為上廣即二多……法故五之二而一）。”
王孝通所述，相当于建立一个三次方程：
{\displaystyle x^{3}}+{\displaystyle {\frac {5}{2}}Dx^{2}+2D^{2}x}={\displaystyle {\frac {P^{2}}{2D}}}-{\displaystyle {\frac {D^{2}}{2}}}

### 第十八问
“假令有股弦相乘冪四千七百三十九五分之三，句少於弦五十四五分之二。問：股多少？”
解一个三次方程。

### 第十九问
“假令有股弦相乘冪七百二十六，句七、十分之七。問：股多少？”
解一个双二次方程。

### 第二十问
“假令有股十六二分之一，句弦相乘冪一百六十四二十五分之十四。問：句多少？”
解一个双二次方程：
{\displaystyle x^{4}+(16{\frac {1}{2}})^{2}x^{2}=(164{\frac {14}{15}})^{2}}。

## 版本
《緝古算經》在唐代就有抄本，宋元丰七年（1084年）有秘书监趙彥若等校定刊本，但到明代，刊本几乎遗失，仅存章丘李开先所藏一部南宋刊本。清代毛晋获得《緝古算經》，影抄传世。《緝古算經》影抄本后归常熟毛扆汲古阁收藏；清乾隆年间孔继涵得毛扆汲古阁所藏宋元丰七年《緝古算經》影抄本和其他算书六种，连同戴东原从永乐大典中编辑出的《海岛算经》等书合为十部，一同刻印刊行；孔继涵所刻《緝古算經》，世称为微波谢本。同时《四库全书》又收入吏部侍郎王杰所藏《緝古算經》的毛晋影抄本。微波谢本后佚，影抄本现存北京故宫博物院。
清代中期，研究《緝古算經》之风盛行，先后有李潢《缉古算经考注》二卷，张敦仁《缉古算经细草》一卷，陈杰《缉古算经细草》一卷，《缉古算经注》二卷，《缉古算经音义》一卷，及按微波谢本抄录的《缉古算经经文》一卷；揭廷锵《缉古算经考注图草》一卷。
1963年中华书局出版钱宝琮校点多《算经十书》，其中包括《缉古算经》
1998年郭书春校点《缉古算经》、《算经十书》由辽宁教育出版社出版。